# 네팔 삼바트

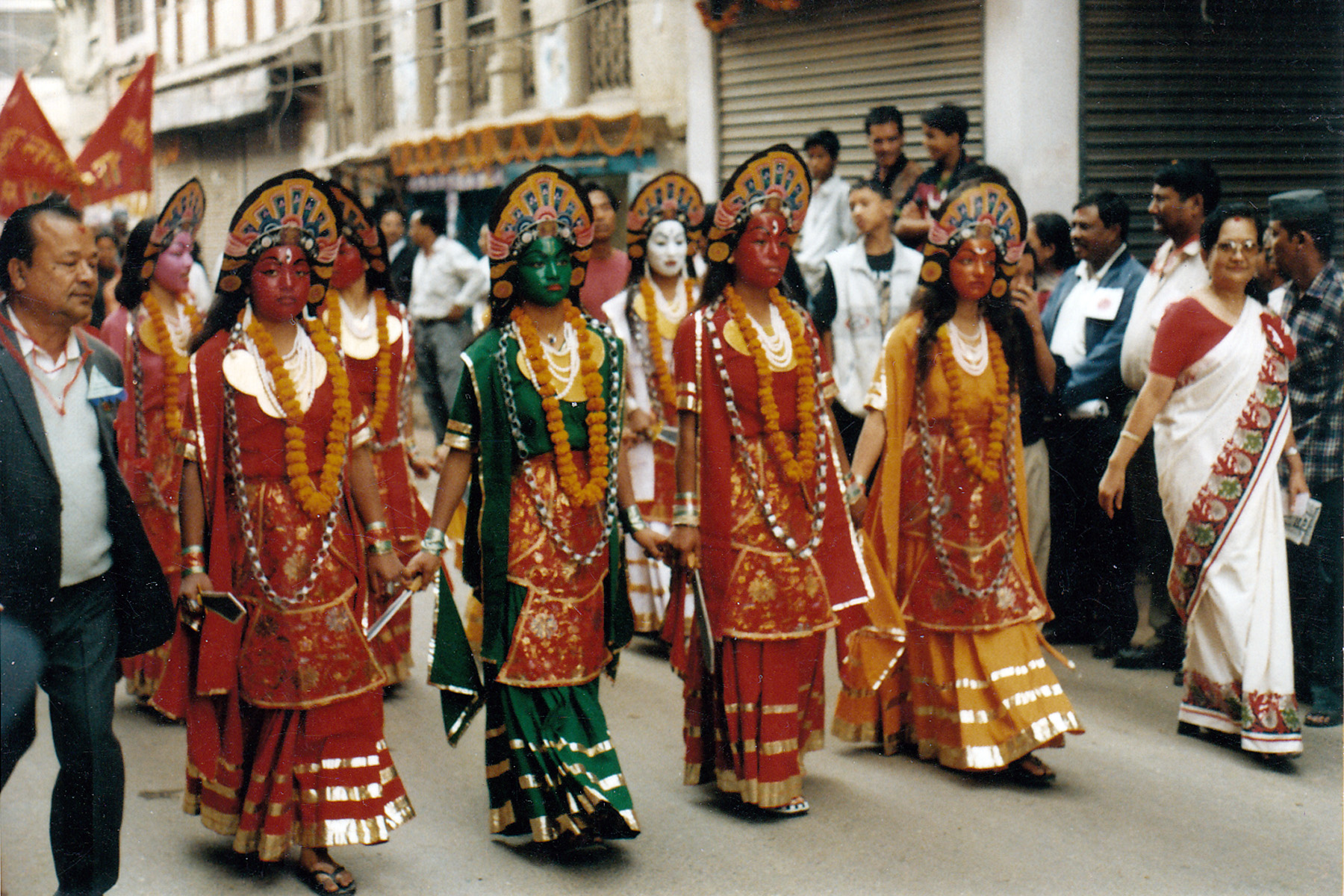
아지마 여신으로 분장한 배우들이 카트만두에서 열린 새해 퍼레이드에 참여한다.

네팔 삼바트(Nepal Sambat, "네팔기원"라는 뜻)은 네팔의 네와르족이 사용하는 태음태양력이다. 879년 10월 20일에 제정된 이래 1769년 말라 왕조가 끝날 때까지 네팔의 공식력이었다. 이 기간 동안 네팔 삼바트는 동전, 석판 및 구리판 비문, 왕령, 연대기, 힌두교 및 불교 사본, 법률 문서 및 서신에 등장했다. 1769년 샤가 네팔을 정복한 후, 국가의 공식력은 샤카기원으로 대체되었고 나중에는 비크람 삼바트로 대체되었다.
이 역은 여전히 네팔에서 문화적 중요성을 지니고 있으며, 특히 이 역법을 기반으로 축제를 치르는 네와르족 사이에서 그렇다. 네팔 정부는 그 문화적, 역사적 중요성 때문에 2023년 11월 11일부터 네팔 삼바트를 비크람 삼바트와 함께 공식 정부 문서에 포함하기로 선언했다.
네팔 삼바트의 기원은 종종 역법의 선구자로 민속에 자주 등장하는 준전설적 인물인 샹하르다르 사크와와 같은 민속의 주제가 된다. 그러나 그 역사적 기원은 여전히 미스터리로 남아 있다.

## 같이 보기
- 비크람 삼바트
- 태음력
- 달의 위상